# Ronde van Zwitserland 2005
De Ronde van Zwitserland 2005 werd gehouden van 11 tot en met 19 juni in Zwitserland. Titelverdediger was Jan Ullrich.

## Etappe-overzicht
| etappe | datum   | start             | finish      | afstand  | winnaar                | klassementsleider      |
| ------ | ------- | ----------------- | ----------- | -------- | ---------------------- | ---------------------- |
| 1e     | 11 juni | Schaffhausen      | Weinfelden  | 170 km   | Bernhard Eisel         | Bernhard Eisel         |
| 2e     | 12 juni | Weinfelden        | Weinfelden  | 36 km    | Jan Ullrich            | Jan Ullrich            |
| 3e     | 13 juni | Abtwil/Säntispark | Sankt-Anton | 154 km   | Bradley McGee          | Jan Ullrich            |
| 4e     | 14 juni | Vaduz             | Bad Zurzach | 208 km   | Robbie McEwen          | Jan Ullrich            |
| 5e     | 15 juni | Bad Zurzach       | Altdorf     | 172,4 km | Michael Albasini       | Michael Rogers         |
| 6e     | 16 juni | Altdorf/Bürglen   | Arosa       | 158,7 km | Chris Horner           | Michael Rogers         |
| 7e     | 17 juni | Einsiedeln        | Lenk        | 193 km   | Linus Gerdemann        | Michael Rogers         |
| 8e     | 18 juni | La Lenk           | Verbier     | 165 km   | Pablo Lastras          | Michael Rogers         |
| 9e     | 19 juni | Ulrichen          | Ulrichen    | 100 km   | Aitor González Jiménez | Aitor González Jiménez |

## Etappe-uitslagen

### 1e etappe
| rang | renner            | land        | tijd       |
| ---- | ----------------- | ----------- | ---------- |
| 1    | Bernhard Eisel    | Oostenrijk  | 4u 00' 07" |
| 2    | Tom Boonen        | België      | z.t.       |
| 3    | Peter Wrolich     | Oostenrijk  | z.t.       |
| 4    | Paolo Bettini     | Italië      | z.t.       |
| 5    | Bradley McGee     | Australië   | + 0' 03"   |
| 6    | Baden Cooke       | Australië   | z.t.       |
| 7    | Fabian Cancellara | Zwitserland | + 0' 06"   |
| 8    | Vladimir Goesev   | Rusland     | z.t.       |
| 9    | Aurélien Clerc    | Zwitserland | z.t.       |
| 10   | René Haselbacher  | Oostenrijk  | z.t.       |

### 2e etappe
| rang | renner            | land             | tijd     |
| ---- | ----------------- | ---------------- | -------- |
| 1    | Jan Ullrich       | Duitsland        | 44' 06"  |
| 2    | Bradley McGee     | Australië        | + 0' 15" |
| 3    | Michael Rogers    | Australië        | + 0' 18" |
| 4    | Fabian Cancellara | Zwitserland      | + 0' 39" |
| 5    | Serhij Hontsjar   | Oekraïne         | + 0' 40" |
| 6    | Vladimir Goesev   | Rusland          | + 0' 46" |
| 7    | Jens Voigt        | Duitsland        | + 0' 58" |
| 8    | Bobby Julich      | Verenigde Staten | + 1' 02" |
| 9    | Dario Frigo       | Italië           | + 1' 08" |
| 10   | Patrik Sinkewitz  | Duitsland        | + 1' 09" |

### 3e etappe
| rang | renner           | land        | tijd       |
| ---- | ---------------- | ----------- | ---------- |
| 1    | Bradley McGee    | Australië   | 3u 46' 51" |
| 2    | Mirko Celestino  | Italië      | z.t.       |
| 3    | Patrik Sinkewitz | Duitsland   | z.t.       |
| 4    | Georg Totschnig  | Oostenrijk  | z.t.       |
| 5    | Daniel Schnider  | Zwitserland | z.t.       |
| 6    | Koldo Gil        | Spanje      | z.t.       |
| 7    | Iban Mayo        | Spanje      | z.t.       |
| 8    | Tadej Valjavec   | Slovenië    | z.t.       |
| 9    | Fabian Jeker     | Zwitserland | z.t.       |
| 10   | Beat Zberg       | Zwitserland | z.t.       |

### 4e etappe
| rang | renner            | land                | tijd       |
| ---- | ----------------- | ------------------- | ---------- |
| 1    | Robbie McEwen     | Australië           | 4u 42' 40" |
| 2    | Daniele Colli     | Italië              | z.t.       |
| 3    | Aurélien Clerc    | Zwitserland         | z.t.       |
| 4    | Tom Boonen        | België              | z.t.       |
| 5    | Sébastien Hinault | Frankrijk           | z.t.       |
| 6    | Baden Cooke       | Australië           | z.t.       |
| 7    | René Haselbacher  | Oostenrijk          | z.t.       |
| 8    | Fabian Wegmann    | Duitsland           | z.t.       |
| 9    | David Loosli      | Zwitserland         | z.t.       |
| 10   | Roger Hammond     | Verenigd Koninkrijk | z.t.       |

### 5e etappe
| rang | renner             | land        | tijd       |
| ---- | ------------------ | ----------- | ---------- |
| 1    | Michael Albasini   | Zwitserland | 3u 48' 10" |
| 2    | Grégory Rast       | Zwitserland | z.t.       |
| 3    | René Haselbacher   | Oostenrijk  | z.t.       |
| 4    | Allan Johansen     | Denemarken  | z.t.       |
| 5    | Gustav Larsson     | Zweden      | z.t.       |
| 6    | Yannick Talabardon | Frankrijk   | z.t.       |
| 7    | Maarten den Bakker | Nederland   | z.t.       |
| 8    | Aurélien Clerc     | Zwitserland | + 0' 38"   |
| 9    | Angelo Furlan      | Italië      | z.t.       |
| 10   | Markus Zberg       | Zwitserland | z.t.       |

### 6e etappe
| rang | renner                 | land             | tijd       |
| ---- | ---------------------- | ---------------- | ---------- |
| 1    | Chris Horner           | Verenigde Staten | 4u 24' 43" |
| 2    | Vincenzo Nibali        | Italië           | + 1' 12"   |
| 3    | Michael Rogers         | Australië        | + 1' 14"   |
| 4    | Fränk Schleck          | Luxemburg        | z.t.       |
| 5    | Koldo Gil              | Spanje           | z.t.       |
| 6    | Tadej Valjavec         | Slovenië         | z.t.       |
| 7    | Leonardo Piepoli       | Italië           | z.t.       |
| 8    | Aitor González Jiménez | Spanje           | z.t.       |
| 9    | Fabian Jeker           | Zwitserland      | z.t.       |
| 10   | Jan Ullrich            | Duitsland        | + 1' 48"   |

### 7e etappe
| rang | renner           | land             | tijd       |
| ---- | ---------------- | ---------------- | ---------- |
| 1    | Linus Gerdemann  | Duitsland        | 4u 25' 00" |
| 2    | Lorenzo Bernucci | Italië           | + 0' 04"   |
| 3    | David Etxebarria | Spanje           | + 0' 14"   |
| 4    | Karsten Kroon    | Nederland        | + 0' 15"   |
| 5    | Fred Rodriguez   | Verenigde Staten | z.t.       |
| 6    | Martin Elmiger   | Zwitserland      | z.t.       |
| 7    | Daniele Colli    | Italië           | + 0' 23"   |
| 8    | René Haselbacher | Oostenrijk       | z.t.       |
| 9    | Baden Cooke      | Australië        | z.t.       |
| 10   | Robbie McEwen    | Australië        | z.t.       |

### 8e etappe
| rang | renner                 | land      | tijd       |
| ---- | ---------------------- | --------- | ---------- |
| 1    | Pablo Lastras          | Spanje    | 4u 09' 09" |
| 2    | Carlos Barredo         | Spanje    | + 0' 16"   |
| 3    | Fabian Wegmann         | Duitsland | z.t.       |
| 4    | Aitor González Jiménez | Spanje    | + 0' 19"   |
| 5    | Walter Bénéteau        | Frankrijk | + 0' 56"   |
| 6    | Daniele Righi          | Italië    | + 1' 00"   |
| 7    | Koldo Gil              | Spanje    | + 1' 17"   |
| 8    | Fränk Schleck          | Luxemburg | + 1' 21"   |
| 9    | Daniel Atienza         | Spanje    | z.t.       |
| 10   | Michael Rogers         | Australië | z.t.       |

### 9e etappe
| rang | renner                 | land             | tijd       |
| ---- | ---------------------- | ---------------- | ---------- |
| 1    | Aitor González Jiménez | Spanje           | 3u 03' 52" |
| 2    | Fränk Schleck          | Luxemburg        | + 0' 46"   |
| 3    | Daniel Atienza         | Spanje           | + 0' 58"   |
| 4    | Michael Rogers         | Australië        | z.t.       |
| 5    | Chris Horner           | Verenigde Staten | z.t.       |
| 6    | Leonardo Piepoli       | Italië           | z.t.       |
| 7    | Beat Zberg             | Zwitserland      | + 1' 42"   |
| 8    | Alexandre Moos         | Zwitserland      | z.t.       |
| 9    | Tadej Valjavec         | Slovenië         | z.t.       |
| 10   | Koldo Gil              | Spanje           | z.t.       |

## Eindklassementen
| Plaats    | Naam                   | Ploeg                 | Tijd      |
| --------- | ---------------------- | --------------------- | --------- |
| Gele trui | Aitor González Jiménez | Euskaltel-Euskadi     | 33u08'51" |
| 2         | Michael Rogers         | Quick Step            | +00' 22"  |
| 3         | Jan Ullrich            | T-Mobile Team         | +01' 36"  |
| 4         | Fränk Schleck          | Team CSC              | +01' 41"  |
| 5         | Chris Horner           | Saunier Duval         | +02' 02"  |
| 6         | Koldo Gil              | Liberty Seguros       | +02' 49"  |
| 7         | Beat Zberg             | Team Gerolsteiner     | +03' 47"  |
| 8         | Bradley McGee          | La Française des Jeux | +04' 13"  |
| 9         | Tadej Valjavec         | Phonak                | +04' 28"  |
| 10        | Leonardo Piepoli       | Saunier Duval         | +06' 01"  |
|           |                        |                       |           |
| 45        | Jurgen Van den Broeck  | Discovery Channel     | +38' 07"  |
| 53        | Thorwald Veneberg      | Rabobank              | +48' 43"  |

| Plaats           | Naam             | Ploeg                 | Punten |
| ---------------- | ---------------- | --------------------- | ------ |
| Lichtblauwe trui | Bradley McGee    | La Française des Jeux | 42     |
| 2                | René Haselbacher | Team Gerolsteiner     | 39     |
| 3                | Aurélien Clerc   | Phonak                | 35     |
|                  |                  |                       |        |
| 24               | Karsten Kroon    | Rabobank              | 13     |

| Plaats      | Naam              | Ploeg             | Punten |
| ----------- | ----------------- | ----------------- | ------ |
| Groene trui | Roberto Laiseka   | Euskaltel-Euskadi | 58     |
| 2           | Chris Horner      | Saunier Duval     | 27     |
| 3           | Koldo Gil         | Liberty Seguros   | 27     |
|             |                   |                   |        |
| 10          | Bart Dockx        | Davitamon-Lotto   | 10     |
| 26          | Thorwald Veneberg | Rabobank          | 4      |

| Plaats      | Naam              | Ploeg            | Punten |
| ----------- | ----------------- | ---------------- | ------ |
| Blauwe trui | Michael Albasini  | Liquigas-Bianchi | 28     |
| 2           | Grégory Rast      | Phonak           | 11     |
| 3           | Koldo Gil         | Liberty Seguros  | 9      |
|             |                   |                  |        |
| 5           | Thorwald Veneberg | Rabobank         | 9      |
| 10          | Bart Dockx        | Davitamon-Lotto  | 4      |

| Plaats | Ploeg                  | Tijd      |
| ------ | ---------------------- | --------- |
|        | Team Gerolsteiner      | 99u44'56" |
| 2      | Phonak Hearing Systems | + 02'33"  |
| 3      | Saunier Duval          | + 03'30"  |

## Uitvallers

### 1e etappe
- Wladimir Belli (Domina Vacanze)

### 3e etappe
- Andreas Matzbacher (Lampre-Caffita)
- Gennadi Michajlov (Discovery Channel Pro Cycling Team)
- Paolo Bettini (Quick Step)[1]

### 4e etappe
- Benoît Joachim (Discovery Channel Pro Cycling Team)
- Antonio Colom (Illes Balears-Caisse d'Epargne)
- David Navas (Illes Balears-Caisse d'Epargne)
- Serhij Hontsjar (Domina Vacanze)

### 5e etappe
- Christophe Le Mével (Crédit Agricole)
- Marius Sabaliauskas (Lampre-Caffita)
- Marco Fertonani (Domina Vacanze)
- Alejandro Valverde (Illes Balears-Caisse d'Epargne)[1]

### 6e etappe
- Tobias Steinhauser (T-Mobile Team)
- Nico Mattan (Davitamon-Lotto)
- Andrej Hauptman (Fassa Bortolo)
- Juan Carlos Dominguez (Saunier Duval-Prodir)
- Cédric Hervé (Crédit Agricole)
- Charles Wegelius (Liquigas-Bianchi)
- Leonardo Bertagnolli (Cofidis, Le Credit Par Telephone)
- Christophe Kern (Bouygues Telecom)
- Óscar Freire (Rabobank)[1]
- Michael Blaudzun (Team CSC)[1]

### 7e etappe
- José Luis Arrieta (Illes Balears-Caisse d'Epargne)
- Mirko Celestino (Domina Vacanze)
- Leif Hoste (Discovery Channel Pro Cycling Team)[2]
- Matej Mugerli (Liquigas-Bianchi)[1]

### 8e etappe
- Aleksandr Kolobnev (Rabobank)
- Lorenzo Bernucci (Fassa Bortolo)
- Matteo Tosatto (Fassa Bortolo)
- Nicolas Inaudi (Cofidis, Le Credit Par Telephone)
- Antton Luengo (Euskaltel-Euskadi)
- Robbie McEwen (Davitamon-Lotto)[1]
- Fred Rodriguez (Davitamon-Lotto)[1]
- Bernhard Eisel (Française des Jeux)[1]

### 9e etappe
- Gert Steegmans (Davitamon-Lotto)
- Jan Boven (Rabobank)
- Mathew Hayman (Rabobank)
- Allan Johansen (Team CSC)
- Vincenzo Nibali (Fassa Bortolo)
- David de la Fuente (Saunier Duval-Prodir)
- Ángel Gómez (Saunier Duval-Prodir)
- Marco Pinotti (Saunier Duval-Prodir)
- Joseba Beloki (Liberty Seguros-Würth Team)
- Carlos Barredo (Liberty Seguros-Würth Team)
- Giampaolo Caruso (Liberty Seguros-Würth Team)
- David Etxebarria (Liberty Seguros-Würth Team)
- Javier Ramirez (Liberty Seguros-Würth Team)
- Geoffroy Lequatre (Crédit Agricole)
- Peter Farazijn (Cofidis, Le Credit Par Telephone)
- Max van Heeswijk (Discovery Channel Pro Cycling Team)
- Kevin Hulsmans (Quick Step)
- Servais Knaven (Quick Step)
- Markus Zberg (Gerolsteiner)
- Frédéric Mainguenaud (Bouygues Telecom)
- Franck Renier (Bouygues Telecom)
- Ludovic Auger (Française des Jeux)
- Frédéric Guesdon (Française des Jeux)
- Jussi Veikkanen (Française des Jeux)
- Alessandro Bertolini (Ita) Domina Vacanze)
- Angelo Furlan (Ita) Domina Vacanze)
- Iker Flores (Spa) Euskaltel-Euskadi)
- Stephan Schreck (T-Mobile Team)[1]
- Steffen Wesemann (T-Mobile Team)[1]
- Andrea Peron (Team CSC)[1]
- Marco Zanotti (Liquigas-Bianchi)[1]
- Tom Boonen (Quick Step)[1]
- Guido Trenti (Quick Step)[1]
- Baden Cooke (Française des Jeux)[1]

Mannen: 1933 · 1934 · 1935 · 1936 · 1937 · 1938 · 1939 · 1940 · 1941 · 1942 · 1943 · 1944 · 1945 · 1946 · 1947 · 1948 · 1949 · 1950 · 1951 · 1952 · 1953 · 1954 · 1955 · 1956 · 1957 · 1958 · 1959 · 1960 · 1961 · 1962 · 1963 · 1964 · 1965 · 1966 · 1967 · 1968 · 1969 · 1970 · 1971 · 1972 · 1973 · 1974 · 1975 · 1976 · 1977 · 1978 · 1979 · 1980 · 1981 · 1982 · 1983 · 1984 · 1985 · 1986 · 1987 · 1988 · 1989 · 1990 · 1991 · 1992 · 1993 · 1994 · 1995 · 1996 · 1997 · 1998 · 1999 · 2000 · 2001 · 2002 · 2003 · 2004 · 2005 · 2006 · 2007 · 2008 · 2009 · 2010 · 2011 · 2012 · 2013 · 2014 · 2015 · 2016 · 2017 · 2018 · 2019 · 2020 · 2021 · 2022 · 2023 · 2024 · 2025
Vrouwen: 1998 · 1999 · 2000 · 2001 · 2002-2020 · 2021 · 2022 · 2023 · 2024 · 2025
 Parijs-Nice · 
 Tirreno-Adriatico · 
 Milaan-San Remo · 
 Ronde van Vlaanderen · 
 Gent-Wevelgem · 
 Ronde van het Baskenland · 
 Parijs-Roubaix · 
 Amstel Gold Race · 
 Waalse Pijl · 
 Luik-Bastenaken-Luik · 
 Ronde van Romandië · 
 Ronde van Catalonië · 
 Ronde van Italië · 
 Critérium du Dauphiné Libéré · 
 Ronde van Zwitserland · 
 Ploegentijdrit Eindhoven · 
 Ronde van Frankrijk · 
 HEW-Cyclassics-Cup · 
  ENECO Tour · 
 Clásica San Sebastián · 
 Ronde van Duitsland · 
 Ronde van Spanje · 
 GP Ouest-France-Plouay · 
 Ronde van Polen · 
 Kampioenschap van Zürich · 
 Parijs-Tours · 
 Ronde van Lombardije